# Ptox hermeias
Ptox hermeias är en fjärilsart som beskrevs av Hans Fruhstorfer 1910. Ptox hermeias ingår i släktet Ptox och familjen juvelvingar. Inga underarter finns listade.